# 佐藤正治
佐藤正治（日语：／ Satō Masaharu，1946年7月1日—），日本男演員、配音員。青二Production所屬。出身於東京都大田區。身高169cm。A型血。

## 來歷
佐藤正治從小自願加入兒童劇團，並擔任童星。雖然他試圖平衡學業，但他討厭星期日不能玩樂。中學、東京都立芝商業高等學校期間，他加入了話劇社，並在高中1年級並在高一時擔任主角，在東京都比賽中獲得第五名。
儘管他在駒澤大學商學院就讀期間繼續表演，但他從大學退學並組建了一個劇團。就讀青山杉作紀念演員訓練學校後，加入劇團創現，一邊兼差一邊擔任舞台演員。此後，一名高中校友，已經開始配音生涯，跟他同屬話劇社的神谷明向他提供了配音工作，並表示「如果你願意的話，你願意嘗試一下嗎？」。他想了大約兩個月，但自從他結婚後，想說會嘗試一下，所以在沒有任何考試的情況下通過面試後，就加入了青二Productions，並開始擔任配音員。他從電視動畫《銀河鐵道999》節目開播以來就一直是常客，有很多機會扮演各種角色，這讓他見識到了配音的樂趣。這部作品之後，他被賦予了重要的角色，此後其角色也不斷延續。對此，神谷明點點頭說「當我想到這一點時，透過與經理和導演的聯繫，我的工作範圍迅速擴大了」。
大阪藝術大學廣播學系聲優課程兼任講師。

## 人物、逸事
音域：E～E。聲音低沉。
曾在多部作品中擔任配角和閒角。他扮演的角色範圍廣泛，從惡棍到搞笑角色，從有權有勢的人到討人喜歡的老人，還有令人討厭的角色。與神谷明、田中秀幸一起，經常出現在以《週刊少年Jump》連載的作品以及東映動畫製作的作品為基礎的動畫裡。
興趣：電影鑑賞、料理、皮革手工藝。
在靜岡縣熱海市擁有一棟有溫泉的別墅。
堀川亮年輕時的積極態度被誤解，與周圍的人變得疏遠，當佐藤和戶谷公次問他「我們現在都出去喝酒，你要來嗎？」堀川很感激能和他成為朋友。即使現在，當堀川去同一個地方時，堀川也會說「那時我很高興」，並回顧過去的日子，佐藤笑著問「你還在說嗎？」。
出道時，他擔心別人會指出本身音質與戶谷相似。
他是四個兄弟姊妹中的長男，歌手佐藤公彥是他的弟弟。

## 演出
粗體字表示主要角色。

### 電視動畫
1978年
- 冒險五傑（1978年—1979年，多昆加、隊長、士兵、外星人）
- 銀河鐵道999（1978年—1981年，伯爵的部下A、泰坦人、旅客、保全、清潔管理局人員B 等）
- 窈窕淑女（士兵C、副官）
- 魔女子Tickle（站務員、員工A、油漆行的青年、紳士〈A〉）
- 無敵鋼人泰坦3（所員A）

1979年
- 一休和尚
- 宇宙空母藍諾亞（日语：宇宙空母ブルーノア）（松倉征士[20]、赫格勒）
- 圓桌騎士物語 燃燒的亞瑟（1979年—1980年，士兵、隊長、比利、手下、漁夫）
- 機動戰士鋼彈（1979年—1980年，將軍、托瓦寧）
- 太空突擊隊
- 人造人009 (1979年版)（1979年—1980年，刺客B、廣播、軍務大臣、加蘇爾、隊長）
- 尚·萬強物語（日语：ジャン・バルジャン物語）
- 大恐龍時代（日语：大恐竜時代）（作業員）
- 日本名作童話系列 赤鳥之心（日语：日本名作童話シリーズ 赤い鳥のこころ）（鬼）
- 花仙子露露
- 未來機器人 達爾達尼亞斯（石棚大帝〈初代〉）

1980年
- 宇宙戰士巴魯迪奧斯（1980年—1981年，士官A、幹部A、部下B）
- 宇宙戰艦大和號III（達袞副官、拉金德拉號艦員 等）
- 怪物小王子 (1980年版)
- 加油元氣（日语：がんばれ元気）（高村）
- 銀河鐵道999 你能像母親一樣去愛嗎!!（總部人員C）
- 小熊的故事（日语：こぐまのミーシャ）（巴克斯基〈第2代〉）
- 摔倒騎士德拉曼查（日语：ずっこけナイトドンデラマンチャ）（農民、追隨者）
- 天才小釣手（吾作）
- 傳說巨神伊甸王（1980年—1981年，查卡、士兵、副官、托姆羅）
- 湯姆歷險記（席勒、城裡的人、男、村人／證人A）
- 魔法少女拉拉貝爾
- 漫畫諺語事典（日语：まんがことわざ事典）（鶴男）
- 梅特林克的青鳥 Tyltyl與Mytyl的冒險之旅（日语：メーテルリンクの青い鳥 チルチルミチルの冒険旅行）（牛、大猩猩）
- 燃燒的亞瑟 白馬的王子（父親[21]、士兵、手下、亭生、村人 等）

1981年
- 河馬園長的動物園日記（日语：カバ園長の動物園日記）（河原）
- 新竹取物語 千年女王（千年盗賊B、老師、委員）
- 戰國魔神豪將軍（畫商主人、史旺、秘書、克朗凱特、總長）
- 虎面人二世（1981年—1982年，SPI A、地獄鷹A、屠夫（英语：Abdullah the Butcher）、巨人安德烈 等）
- 太陽之牙達格拉姆（暗黑曹長）
- 天才小釣手（三郎）
- 怪博士與機器娃娃 (1981年版)（1981年—1986年，帕戈斯、眼鏡豬、園長先生、小次郎、閻魔大王、拉迪戈、村長、真物／魔人、農木寺、布濤 等）2系列 + 特別篇[系列 1]
- 甜甜的美妙冒險（日语：ハニーハニーのすてきな冒険）
- 你好！珊蒂貝爾（日语：ハロー!サンディベル）（史考特先生）
- 靈犬雪麗（城裡的人）
- （赤井權八、布坎、導演）
- 汪汪三劍客（1981年—1982年，農夫、巡察、車夫、副隊長、支配人 等）
- 小婦人四姊妹（日语：若草の四姉妹）

1982年
- 大口妹（日语：あさりちゃん）（警官、拉麵屋）
- 仙女座物語（日语：アンドロメダ・ストーリーズ）（戈德姆）
- 阿波羅之女（大熊、狄俄倪索斯、獨眼怪物、真五郎、多桑科斯 等）
- 機甲艦隊達萊卡XV（薩爾塔·卡茨[22]）
- 銀河旋風無賴我（達克斯）
- 銀河烈風幕臣我（貴族）
- The♥南瓜酒（龜山[23]、宿舍學生A）
- 少年宮本武藏 腕白二刀流（日语：少年宮本武蔵 わんぱく二刀流）（吉岡拳法）
- SPACE COBRA
- 戰鬥機甲薩芬格爾（1982年—1983年，軍醫、霍特、乘員、杜瓦斯、駕駛、澤姆、主人、海耶）
- 超時空要塞（少校）
- 帕塔利洛（日语：パタリロ!）
- 六神合體雷霆王
- 野生的咆嘯（日语：野生のさけび）
- 六神合體雷霆王（諾亞）

1983年
- 騎士愛我（日语：愛してナイト）（熊八、章魚燒屋）
- 機甲創世記莫斯比達（魯斯）
- 銀河疾風流離我（幫派、幹部、警官、警察署長、男B、丹）
- 金肉人（1983年—1986年，局長、岩夫、卡雷庫克[24]、卡哈梅王子（日语：プリンス・カメハメ）[24]、美麗羅德茲[24]、魔術師[24]、骷髏頭[24]、蒂勒曼[24]、眼鏡蛇王[24]、水牛人（日语：バッファローマン）、陽光（日语：サンシャイン (キン肉マン)）、邦貝博士 等）
- 光速電神阿爾貝加斯（達斯頓[25]、達利[25]、偉大的德蘭[25]、校長[25]）
- 停止!! 雲雀（石松）
- 聖戰士丹拜因（加拉米提·曼甘）
- 裝甲騎兵波德姆茲（1983年—1984年，上司、士兵、部下A、萊特、幹部B、無線電聲音、將校A）
- （士兵）
- 無敵三四郎（1983年—1984年，會長、衛兵、大吉）
- 魔法公主 明琪桃子（日语：魔法のプリンセス ミンキーモモ）（助理導演、半魚人）
- 漫畫伊索寓言（日语：まんがイソップ物語 (テレビアニメ)）
- 漫畫日本史（日语：まんが日本史 (日本テレビ)）（古人大兄皇子、 弓削淨人（日语：弓削浄人）、早良親王、平國香（日语：平国香）、藤原秀鄉、原景時、新田義貞、山名師義（日语：山名師義）、沈惟敬、松平忠輝、倉重昌、久世廣周（日语：久世広周））
- 我的青春的阿卡迪亞 無限軌道SSX（日语：わが青春のアルカディア 無限軌道SSX）（克魯格爾）

1984年
- 金肉人 決戰!! 7位超人VS宇宙野武士（岩夫）
- Gu-Gu甘莫（日语：Gu-Guガンモ）（駕駛員、監視員、男B）
- 猿飛小忍者（日语：さすがの猿飛）（哈尼瓦）
- 巨神高古（書記長、海克爾）
- 重戰機L-Gaim（馬爾凱、艾曼、麥普·麥蓬、卡博特·薩撒）
- 宗谷物語（日语：宗谷物語）（橫田、士官、土井艦長、高田、朝比奈 等）
- 高帽子的梅莫兒（辛西婭的父親、店內老爹）
- 雷射戰士雷薩里昂（喬·西爾弗）
- 雙子鷹（日语：ふたり鷹）（松田）
- 北斗神拳（1984年—1988年，豪達、高更、布加爾、科格雷、泰加、希伊、薩莫特 等）2系列[系列 2]
- 魔法天使奶油麻美（久美子的父親）
- 魔法妖精貝露莎（書先生、青年）
- 夢戰士WING-MAN（日语：ウイングマン）（記者、導演）
- 請多指教跑車郎中（日语：よろしくメカドック）（須賀六狼）
- 藍寶（日语：らんぽう）（春夫、花田K）
- 魯邦三世 PARTIII（日语：ルパン三世 PARTIII）（1984年—1985年）
- 古堡勇士萊特雅斯（日语：リトル・エル・シドの冒険）

1985年
- 蒼之流星SPT雷茲納（1985年—1986年，鮑伯、德懷特、莫羅佐夫、基迪 等）
- 惡魔島的王子 三眼神童（警衛）
- 機甲界加里安（士兵、史密恩）
- 機動戰士Z鋼彈（哈桑）
- 鬼太郎 (第3作)（1985年—1988年，正夫／夢子的父親、手下A、正吉、雪男、現場主任、店長、若杉老師的父親、幕僚長、廣志、昭夫的父親、太一、信徒B、隊長、社員C、囚犯、船長、副部長、風子的父親、長老、畑怨靈、村人A、山男、河童長老、阿夢的父親、老闆）
- 昭和笨蛋小說搞笑第1名！（日语：昭和アホ草紙あかぬけ一番!）（1985年—1986年，麵包師、鬍子、番長）
- 鄰家女孩（片桐）
- 超獸機神斷空我（行會羅姆將軍[26]）
- 高校！奇面組（日语：ハイスクール!奇面組）（1986年—1987年，城亥亂人、院長、太陽漢堡店主、坊主）
- 高爾夫頑童猿丸（1985年—1986年，觀眾A、眼鏡蛇、部下、工作人員）
- 夢幻之星的波坦諾斯（日语：夢の星のボタンノーズ）

1986年
- 愛少女波麗安娜物語（愛德華·肯特）
- 宇宙船人馬座（日语：宇宙船サジタリウス）（奧姆尼）
- 機動戰士鋼彈ZZ（羅姆、馬加尼）
- 銀牙 -流星 銀-（霧風[27]、泰利）
- 剛Q超兒一氣人（日语：剛Q超児イッキマン）（蘭博曼）
- 青春動畫全集（日语：青春アニメ全集）（11樓住戶）
- 七龍珠（1986年—1989年，兔子團團員、絲諾的父親、布萊克副官、傑斯米 等）
- 忍者戰士飛影（戈拉上校）
- Bug甜心（日语：Bugってハニー）（1986年—1987年）
- 波士可的冒險（日语：ボスコアドベンチャー）
- 天威勇士 克羅諾斯的大逆襲（刀刃）
- 楓葉鎮物語（喬納森·史特勞斯）
- 相聚一刻（廣志）
- Wonder Beat Scramble（日语：ワンダービートS）（史賓塞博士）

1987年
- 超能力魔美（1987年—1988年，幫派B、部下、秘書、山男A、黑田赤太郎、會長）
- 假面忍者 赤影（1987年—1988年、鬼念坊、橘屋）
- 奇天烈大百科（1987年—1995年，佐佐木老師〈特別篇〉、奧松導演、史密斯、熊田虎七、賢造 等）
- 格林名作劇場（1987年—1988年，高級家臣、隊長、老人、磨坊主、僕人）2系列[系列 3]
- 城市獵人（1987年—1991年，黑崎、社長、殺手）2系列[系列 4]
- 新楓葉鎮物語 棕櫚鎮篇（前台、住客、衝浪店店主、比爾、瓦特貿易社長）
- 聖鬥士星矢（1987年—1988年，道格拉斯、基加斯聲參謀長、機長、傑奇、海皇子）
- 變形金剛：頭領戰士（1987—1988年，神力號、阿爾法特里、格倫、Scourge（日语：スカージ）[28]、雙面人[28]、Sir Shot）
- 聖魔大戰（1987年—1989年，魔魚、空魔、怪虎師、暗雲鬼、言魔、導庵）
- 淑女小琳（日语：レディ!!#レディレディ!!）（羅伯特[29]）

1988年
- 美味大挑戰（1988年—1990年，丹數馬、大山、「福山」主人、審査員A）
- 魁!! 男塾（教務主任、店長、極道A、獨眼鐵）
- 小公子西迪（羅倫斯、湯瑪斯、男）
- 鬥將!! 拉麵男（銀角、村長、霸颶鑼、長老、鐵觀音、跳龍）
- 變形金剛：超神 Master Force（1988年—1989年，基魯馬、警衛看護A、左腳[30]）
- 妳好！淑女小琳（日语：レディ!!#ハロー！レディリン）（特納）
- 甜蜜小天使 (1988年版)（佐藤老師、朵拉、太田教練、製作人、蟑螂、海原老師、卡西的爸爸、蝸牛、八重櫻組組長、螢火蟲的夥伴、健太的父親）
- 名門！第三野球部（日语：名門!第三野球部）（板垣教練、村下夕子的父親）

1989年
- 惡魔君（1989年—1990年，百目老爹、格勞科斯、白、大魔神）
- 西瓜皮先生（谷課長、本田部長、齊藤英次 等）
- 新仙魔大戰（1989年—1990年，、余尾銀、帕明達羅斯、康斯坦斯未、花貧5僧、暗物質）
- 變形金剛V（法蘭克、邦茲市長、感知器）
- 七龍珠Z（1989年—1993年，導演、戈茲〈初代〉、巨人、布魯貝利、大長老、塔德、老朱、神龍、克魯德大王〈第2代〉、奧力弗、老闆、穆斯卡）
- YAWARA！（1989年—1991年，倉持、男）

1990年
- 超級劍豪傳（半藏〈初代〉）
- 麵包超人（法國麵包先生、馬鈴薯警長〈初代〉）
- 櫻桃小丸子（1990年—2019年，塚田的爺爺、轟老師、老師）2系列[系列 5]
- 勇者鬥惡龍（1989年—1991年，伊旺、上級惡魔）
- 八百八町表裏 化妝師（日语：八百八町表裏 化粧師）（常吉）
- 魔法使莎莉 (1989年版)（1990年—1991年，暗黑、光的父親、社長、狂人、奈奈子的父親 ）
- 神通小精靈（1990年—1992年，暴走族、右手套、醫生、老大哥、社長、洒落幸兵衛、緒形、犯人）
- 夠了！阿太郎 (1990年版)（日语：もーれつア太郎）（德光一、熊桑、九五郎、百合的父親）
- 黑色推銷員（1990年—1992年，業主、五利的父親、車尾宅雄的父親）

1991年
- 青澀花園（教師）
- 機甲警察金屬傑克（電視播報員）
- 百戰小奇兵（交通大臣 等）
- 金魚注意報（塔卡皮的父親）
- 金肉人 金肉星王位爭奪篇（1991年—1992年，金肉大王（日语：キン肉真弓）[31]、蝴蝶金肉人（日语：キン肉マンマリポーサ）[24]、長毛象人（日语：マンモスマン）、曼里基、帕德嫩[24]）
- 蓋特機器人號（波奇博士[32]、夜叉男爵兄[32]）
- 崔普一家物語（男人、齊格弗里德、車站人員B、管理者）
- 21衛門（宇宙人）
- 校園七大不可思議神秘事件（日语：ハイスクールミステリー学園七不思議）（古田老師）
- 魔神英雄傳2（死亡剛鐸[33]）

1992年
- 宇宙小超人 3000萬光年尋找母親（日语：ウルトラマンキッズ 母をたずねて3000万光年）（扎布拉博士）
- 蠟筆小新（1992年—2013年，送貨員、老闆、宇集院連太郎、迴轉壽司店員、八潮 等）
- 元氣爆發伏魔金剛（1992年—1993年，固克[34]、伊西甘德爾）
- 佐須來君（日语：さすらいくん）
- 超級聖魔大戰（魔導莫塞特）
- 大草原上的小天使 灌叢嬰猴（麥克吉爾、丹·摩爾）
- 超電動機器人 鐵人28號FX（讓·博納利、傑克、博士）
- 俏皮小花仙（鮑比的父親）
- 法蘭德斯之犬 我的帕特拉許（日语：フランダースの犬 ぼくのパトラッシュ）（使用人）

1993年
- 劍勇傳說YAIBA（1993年—1994年，須堂、宮本武藏[35]、須堂）
- GS美神（業主、妖刀鯖丸）
- 疾風無敵銀堡壘（1993年—1994年，戴斯）
- 秀逗泰山阿達♡（1993年—1994年，珠寶、丹恩國王）
- 灌籃高手（高頭力、鐵男）
- 小小男子漢（江田勝、源一郎）
- 哆啦A夢 (大山羨代版)（1993年—2004年，西鄉隆盛、哆啦梅度三世、閻魔大王、虎克船長、骨川小夫的爺爺 等）
- 忍者亂太郎（1993年—2023年，山本關西地方、大黃奈栗野木之下穴太、草屋納豆／大邊穀造〈第2代〉 等）
- 熱血最強戈修羅（1993年—1994年，手電筒、電鑽、電氣王[36]、電氣大王）
- 勇者特急隊（1993年—1994年、沃爾夫剛果[37]）
- 小婦人物語 南與喬老師（法斯）

1994年
- 卡拉OK戰士麥克次郎（日语：カラオケ戦士マイク次郎）（1994年—1995年，若王子大殿）
- 機動武鬥傳G鋼彈（暴徒A）
- 足球小將翼J（三杉淳的父親）
- 魔法騎士雷阿斯（魔像、魔物）
- 紅色巴隆（電腦西格瑪）

1995年
- 動畫世界的童話（日语：世界名作童話シリーズ ワ〜ォ!メルヘン王国）（路易十三世、國王、大藏大臣）
- 空想科學世界（章節）
- 秀逗魔導士（1995年—1996年，索羅姆、魔道士1、艾維亞、愛芮亞·艾雪佛德的師父）2系列[系列 6]
- 羅密歐的藍天（老人B、席特隆）

1996年
- 鬼太郎 (第4作)（1996年—1998年，目目連、陰摩羅鬼、長官、岩魚坊主（日语：岩魚坊主）、貝亞德、老爺爺）
- 靈異教師神眉（教務主任、惡靈）
- VR快打（馬西拉）
- 名犬萊西（霍伯醫生）
- 名偵探柯南（1996年—2025年，川奈、本木和雄、廣瀨利通、笠原英伍、根上慶彥、後村、茂庭巽、鬼保獨郎、倉田力、樽見豬彥、笛本隆策、西津方玄、鈴木次郎吉〈第3代〉 等）

1997年
- 烙印勇士 (1997年版)（黑爾）
- 城市獵人：再見我的甜心（幹部2）
- 中華一番！（關長老）
- 七龍珠GT（布萊克）
- 烈火之炎（接待處的男人）

1998年
- 餓沙羅鬼（克魯茲參謀）
- 魔法陣都市（田島博士）
- SHADOW SKILL -影技-（伊巴＝斯特拉）
- 超魔神英雄傳（利米特）
- 神奇寶貝（1999年—2002年，達馬嵐其會長）
- 炸彈人 彈珠人爆外傳V（赫諾赫諾寶）
- 魔術士歐菲（巴特洛夫）
- 遊☆戲☆王（教務主任、布拉克）
- 危險調查員（史蒂芬斯教授、文納）
- 守護月天！（店長）

1999年
- 伊甸少年（史派庫的父親）
- 格鬥小霸王（吉巴庫王）
- 週刊故事樂園（日语：週刊ストーリーランド）（主管）
- 神八劍傳（日语：神八剣伝）（埃平拉）
- 地球防衛企業（仁科[38]、飯塚）
- BLUE GENDER（維克托）
- 魔術士歐菲 Revenge（麥格雷戈[39]）
- 爆笑吸血鬼'99（爺爺）
- MAZE☆爆熱時空（多納德··烏爾）

2000年
- 勝負師傳說 哲也（南家俱樂部店長、男C）
- 無力君（日语：へろへろくん）（／屁狼老師）
- 爆裂戰士戰藍寶（貝格爾）
- ONE PIECE（2000年—，約翰·捷安特、老人／祖父／爺爺、亞爾爾、鬢豪、甘·福爾〈第2代〉）

2001年
- 犬夜叉（名主、悟心鬼）
- 銀河冒險戰記 the second stage（長）
- 機動天使ANGELIC LAYER（鈴原萩子的父親）
- 逮捕令 SECOND SEASON（司機）
- NOIR（評議員）
- 魔法戰士李維（貢加）

2002年
- 金肉人II世（委員長／腹肉人（日语：ハラボテ・マッスル）、陽光）
- 魯莽天使（鬼瓦）
- 狐狸秀丸（日语：フォルツァ!ひでまる）（千之丞）

2003年
- R.O.D -THE TV-（歐文）
- 奇諾之旅 -the Beautiful World-（入國審查官）
- 閃靈二人組（螺堂源水）
- 鼻毛真拳（TUYOSI）

2004年
- 混沌武士（商店長、鎮長）
- 雙戀（剣持）
- 熱拳本色1（博士）

2005年
- 槍與劍（尼洛）
- 甲蟲王者 森林居民的傳說（魔德[40]）
- BLEACH（2005年—2008年，刑事兵長、雲井堯覺）
- 冒險王比特（船長）2系列[系列 7]
- 神奇寶貝超世代（達馬嵐其）

2006年
- 怪 ～ayakashi～ 四谷怪談（源四郎）
- 韋駄天翔（賽巴斯蒂安）
- 高機動交響曲GPO（司令官）

2007年
- 我們這一家（2007年—2009年，伊集院、立會人）
- 銀魂（魂平糖主人）
- 鬼太郎 (第5作)（2007年—2009年，餓者髑髏、老人、經凜（日语：経凛々））
- 天保異聞 妖奇士（土井大炊頭利位）
- 哆啦A夢 (水田山葵版)（2007年—2018年，殿下、大將軍、西爾弗船長、神仙機器人）
- 爆丸（HAL-G）
- 旁邊的兒童 我的火腿組（日语：はたらキッズ マイハム組）（2007年—2008年，本部長、火腿萊奧）
- MOONLIGHT MILE 1st Season -Lift off-（日语：MOONLIGHT MILE）（霍納）

2008年
- Code Geass 反叛的魯路修R2（黑暗王者[41]）
- 新·安琪莉可 Abyss -Second Age-（御者）
- 墓場鬼太郎（社長）
- 魔法使的條件 ～夏日天空～（西原弘）
- 十字架與吸血鬼（理事長）2系列[系列 8]

2009年
- 怪談餐館（爺爺）
- 七龍珠改（2009年—2015年，龜仙人、穆斯卡）2系列[系列 9]

2010年
- 動物偵探奇魯米（鬼崎）
- 書家（日语：書家 (テレビアニメ)）（恥之宮春治）
- 超級機器人大戰OG -The Inspector-（稻鄉利秋）
- 數碼寶貝大匯戰（2010年—2012年，石像鬼獸）2系列[系列 10]
- 爆丸2 大爆破（麥可·格哈維奇博士）
- FAIRY TAIL魔導少年（2011年—2012年，伊旺·德雷亞、假面男子）

2012年
- 黑魔女學園（魔法攤位）
- 光明之心 ～幸福的麵包～（漢克·迪姆洛克[42]）
- 探險托里蘭托（鐵匠科戈爾）

2013年
- 進擊的巨人（阿爾敏·亞魯雷特的祖父）
- ONE PIECE×美食獵人×七龍珠Z 超夢幻合作特別篇!!（龜仙人）
- 神奇寶貝 超夢 ～覺醒的序章～（奧斯卡[43][44]）

2014年
- 暴坊力士!! 松太郎（日语：のたり松太郎）（社長）
- Oreca Battle（日语：モンスター烈伝 オレカバトル）（魔王薩卡拉／邪神薩卡拉）
- 魔術快斗1412（樽見豬彥）
- 名偵探柯南 江戶川柯南失蹤事件 ～史上最糟糕的兩天～（外國男子、警官）

2015年
- 進擊！巨人中學校（阿爾敏·亞魯雷特的爺爺）
- 七龍珠超（2015年—2018年，龜仙人[45]、貝吉塔王）

2016年
- 潮與虎（艦長）
- 機動戰士鋼彈UC RE:0096（哈桑、男）
- 神奇寶貝XY&Z（強恩〈老人〉）
- 人狼暗號1951（日语：ルガーコード1951）（沃爾克斯）

2017年
- 虎面人W（商工會議所會長）
- 點心大冒險（菲阿吉）

2018年
- 鬼太郎 (第6作)（山爺[46]）
- 龍族拼圖（爺爺）
- 打工小哥！2（日语：働くお兄さん!）（德西濱前輩[47]）

2019年
- 弦音 -風舞高中弓道部-（八坂八段）
- 波吉!! 發明 閃亮模力小天才（米吉）

2021年
- 更多！認真地不認真的怪傑佐羅力（陶爾伯爵）
- 叫我對大哥（爺爺、醫生）
- 月光下的異世界之旅（2021年—2024年，莫里斯[48]）2系列[系列 11]

2022年
- 名偵探柯南 本廳的刑警戀愛故事 ～結婚前夜～（笛本隆策）
- BORUTO -火影新世代- NARUTO NEXT GENERATIONS-（塔魯托）
- 名偵探柯南 犯人·犯澤先生（鈴木次郎吉）

2023年
- 逃走中 THE GREAT MISSION（渦磨老師）
- 重生者的魔法一定要特別（學園長）

2024年
- 銀河英雄傳說 Die Neue These（亞林克·奧里貝拉）

### 電影動畫
1980年
- 人造人009：超銀河傳說
- 劇場版 奔向地球（警官）
- 永遠的大和號（古洛德茲艦長）

1981年
- 劇場版 機動戰士鋼彈（蓋維爾）
- 機動戰士鋼彈II：哀·戰士篇（烏拉甘）
- 再見銀河鐵道999：仙女座終點站
- 天狼星的傳說（日语：シリウスの伝説）
- 怪博士與機器娃娃：哈囉！不可思議島（日语：Dr.スランプ アラレちゃん ハロー!不思議島）（帕戈斯[49]）
- 21衛門：前往宇宙一路順風！（航海士）

1982年
- 機動戰士鋼彈III：相逢宇宙篇（士兵C）
- 劇場版 戰國魔神豪將軍（克朗凱特）
- 千年女王（千年盗賊B）
- 怪博士與機器娃娃：“吼唷唷！”宇宙大冒險（日语：Dr.SLUMP ほよよ! 宇宙大冒険）（眼鏡豬[50]、帕戈斯[50]）
- 哆啦A夢：大雄的大魔境（士兵）
- 浮浪雲（日语：浮浪雲）（刺客[51]）
- FUTURE WAR 198X年（日语：FUTURE WAR 198X年）
- 劇場版 我們的青春阿爾卡迪亞（日语：わが青春のアルカディア）

1983年
- 幻魔大戰（日语：幻魔大戦 (映画)）（幻魔大王）
- 劇場版 戰鬥機甲薩芬格爾
- 劇場版 太陽之牙達格拉姆（暗黑曹長）
- 怪博士與機器娃娃：吼唷唷！世界一周大賽車（日语：Dr.スランプ アラレちゃん ほよよ!世界一周大レース）
- 哆啦A夢：大雄的海底鬼岩城（隊員B）
- 赤腳阿元（老師）
- 劇場版 漫畫伊索寓言（日语：まんがイソップ物語 (映画)）

1984年
- SF新世紀 透鏡人（亨德森[52]）
- 金肉人：被奪走的冠軍腰帶（日语：キン肉マン 奪われたチャンピオンベルト）（岩夫）
- 金肉人：大暴動！正義超人（日语：キン肉マン 大暴れ!正義超人）（水牛人（日语：バッファローマン）、岩夫[53]）
- The♥南瓜酒：尼塔的愛情物語（龜山）
- 劇場版 超人洛克（日语：超人ロック）（盧克·歐[54]）
- 怪博士與機器娃娃：吼唷唷！納納巴城的寶藏（日语：Dr.スランプ アラレちゃん ほよよ!ナナバ城の秘宝）（帕戈斯）
- 爸爸媽媽再見（日语：パパママバイバイ）（父親）

1985年
- 金肉人：正義超人vs古代超人（日语：キン肉マン 正義超人vs古代超人）（水牛人、岩夫[53]）
- 金肉人：逆襲！宇宙隱形超人（日语：キン肉マン 逆襲!宇宙かくれ超人）（水牛人、岩夫[53]）
- 金肉人：愉快的身影！正義超人（日语：キン肉マン 晴れ姿!正義超人）（水牛人、岩夫[53]）
- 怪博士與機器娃娃：吼唷唷！夢的大都會（日语：Dr.スランプ アラレちゃん ほよよ!夢の都メカポリス）
- 哆啦A夢：大雄的宇宙小戰爭（同志）

1986年
- 沃太利亞（日语：ウインダリア）（基爾）
- 金肉人：紐約千鈞一髮！（日语：キン肉マン ニューヨーク危機一髪!）（水牛人、岩夫[53]）
- 金肉人：正義超人vs戰士超人（日语：キン肉マン 正義超人vs戦士超人）（水牛人、岩夫[53]）
- 喀喀喀的鬼太郎：最強妖怪軍團！登陸日本!!（天邪鬼）
- 喀喀喀的鬼太郎：強烈衝突!! 異次元妖怪的大叛亂（朧車）
- The Humanoid 悲傷星球萊薩莉亞（日语：ザ・ヒューマノイド 哀の惑星レザリア）（隨行者）
- 超級瑪利歐兄弟：碧奇公主救出大作戰！（日语：スーパーマリオブラザーズ ピーチ姫救出大作戦!）（烏龜們（日语：ノコノコ））
- 鄰家女孩：沒有背號的王牌投手（片桐）
- 七龍珠：神龍傳說（村人）
- 劇場版 高校！奇面組（日语：ハイスクール!奇面組）（坊主）
- 劇場版 北斗神拳（日语：北斗の拳 (1986年の映画)）

1987年
- 高爾夫頑童猿丸：甲賀秘境！影之忍法高爾夫晉見！（銀假面）

1988年
- 聖魔大戰：無緣區域的祕寶（空魔）

1989年
- 超人力霸王USA（博丁格上校）
- NEMO（日语：NEMO/ニモ）（雲浦）
- 劇場版 甜蜜小天使（朵拉）
- 甜蜜小天使：大海！妖怪！夏日祭典（朵拉）
- 變幻退魔夜行 迦樓羅漫舞！奈良怨靈繪卷（日语：カルラ舞う!）（僧正）

1990年
- 老爺爺改造講座（日语：おじさん改造講座）（仙台營業所長）
- 隨風而逝的記憶（監護人）
- 七龍珠Z：地球超級大決戰（拉卡塞伊[55]）
- （西魯巴的部下B）

1991年
- 七龍珠Z：最強對最強（德雷[56]）

1992年
- 風之大陸（日语：風の大陸）（家臣）
- 銀河英雄傳說外傳：黃金之翼（西德尼·席特雷）
- 三國志 第一部：英雄的黎明（郭嘉）
- 鐵拳對鋼拳（輪島）

1993年
- SD戰國傳 天下泰平篇（三代目頑駄無大將軍）
- 銀河英雄傳說：新戰爭的序曲（艾倫博克）
- 三國志 第二部：燃燒的長江！（郭嘉）
- 七龍珠Z：燃燒!! 熱戰、烈戰、超激戰（日语：ドラゴンボールZ 燃えつきろ!!熱戦・烈戦・超激戦）（貝吉塔王）

1994年
- 餓狼傳說 -THE MOTION PICTURE-（日语：餓狼伝説 -THE MOTION PICTURE-）（理查德·梅耶（日语：リチャード・マイヤ））
- 三國志 完結篇：遼闊的大地（冷苞）
- 劇場版 灌籃高手（日语：スラムダンク (1994年の映画)）（葉山教練）
- 七龍珠Z：擊敗超戰士!! 勝利是屬於我的（日语：ドラゴンボールZ 超戦士撃破!!勝つのはオレだ）（科里博士[57]）

1995年
- 劇場版 秀逗魔導士（溫泉大師）
- 七龍珠Z：龍拳爆發!! 悟空捨我其誰（日语：ドラゴンボールZ 龍拳爆発!!悟空がやらねば誰がやる）（龜仙人[58]）
- 起程的冒險者們 水晶國傳說（日语：クリスタニア#はじまりの冒険者たち レジェンド・オブ・クリスタニア（映画））（穆哈）
- MEMORIES「大砲之街」（俯迎手）

1996年
- 喀喀喀的鬼太郎 大海獸（木之精[59]）
- (超) 劇場版！靈異教師神眉（教務主任）
- 哆啦美與哆啦A夢七小子：機器人學校七大不可思議（哆啦梅度三世）
- 七龍珠：最強之道（布萊克副官[60]）
- 劇場版 魔法提琴手（奧布）

1997年
- 艾摩爾的冒險 My Father's Dragon（日语：エルマーのぼうけん#アニメ映画）（老虎C）
- 劇場版 靈異教師神眉：午夜0點，神眉必死！（教務主任）
- 哆啦A夢七小子：怪盜哆啦邦謎樣的挑戰書（哆啦梅度三世）

1998年
- 鯨的魚躍 Glassy Ocean（日语：クジラの跳躍）（建物人類）
- 哆啦A夢七小子：蟲蟲大作戰（哆啦梅度三世）

1999年
- 哆啦A夢七小子：點心娜娜王國（哆啦梅度三世）

2000年
- 哆啦A夢七小子：火車大暴走（哆啦梅度三世）

2001年
- 哆啦美與哆啦A夢七小子：宇宙樂園之千鈞一髮（哆啦梅度三世）

2005年
- ONE PIECE 祭典男爵與神祕島（槍手蛙）

2007年
- 甲蟲王者：闇黑改造甲蟲（魔德[61]）
- 馬西利特博士 阿巴蕾（帕戈斯）

2009年
- 哆啦A夢：新·大雄的宇宙開拓史（船長[62]、市長[62]）

2012年
- 柳瀨嵩劇場：春之笛（日语：やなせたかしシアター#ハルのふえ）（廣播）

2013年
- 劇場版 聖☆哥傳（老爺爺）
- 七龍珠Z：神與神（龜仙人[63]）

2015年
- 七龍珠Z：復活的「F」（龜仙人）

2017年
- GO-CHAN。 ～莫可與珍獸森林的夥伴們～（日语：ゴーちゃん。#劇場アニメ）（爺爺[64]）
- 午睡公主 ～不為人知的故事～（老人）

2018年
- GO-CHAN。 ～莫可與冰上的約定～（爺爺[65]）

2019年
- 劇場版 KORASHO：海底興奮大冒險！（日语：コラショ）[66]

2022年
- 劇場版 弦音 -起始的一射-（八坂明寬）

2024年
- 劇場版 忍者亂太郎：毒竹忍者隊最強之軍師（大黃奈栗野木下穴太）

### OVA
1985年
- GREED（日语：GREED (OVA)）（臣）
- 環遊世界八十天

1986年
- 加州危機 追擊的槍火（日语：カリフォルニア・クライシス 追撃の銃火）（閃躲男子）
- 機甲界加里安 PARTIII 鐵之紋章（士兵B）
- 傷追之人（淺井）
- 金肉人的交通安全（違反交通超人）
- 縣立地球防衛軍（日语：県立地球防衛軍）（食通）
- 湘南爆走族（1986年—1999年，丸川角兒）12作品
- 超獸機神斷空我 給死者們的鎮魂歌（行會羅姆將軍）
- DELPOWER-X 爆發奇蹟元氣!!（日语：デルパワーX 爆発みらくる元気!!）（紳士）
- 吹泡糖危機（部長、ADP署長）
- 火焰之旅（土匪）

1987年
- GALL FORCE 宇宙章（日语：ガルフォース）（偏執艦艦長）
- JUNK BOY（日语：JUNK BOY）
- 數位惡魔物語 女神轉生（近藤弘之）
- 夢幻紳士 冒險活劇篇（日本隊長）

1988年
- 動畫八公物語（站長）
- 銀河英雄傳說（艾爾拉赫、培特雷）
- 哭泣殺神（刑警1、御影教授、解說者）
- 雷諾尼都紀事 屠龍者傳說（看守人員A）
- 遠山櫻宇宙帖 那傢伙的名字叫哥魯德（日语：遠山桜宇宙帖 奴の名はゴールド）（執政官C）
- 麻雀飛翔傳 哭泣的龍（日语：麻雀飛翔伝 哭きの竜）（北島）

1989年
- 紅牙 Blue Sonnet（日语：紅い牙）（小半博士）
- 天田動畫系列 超級瑪利歐兄弟（日语：天田印刷加工#OVA）（庫巴）
- GALL FORCE 地球章（日语：ガルフォース）（戈恩總統）
- 銀河英雄傳說（艾倫博克）
- 虛無戰史MIROKU（日语：虚無戦史MIROKU）（三好清海入道）
- 超獸機神斷空我 白熱之終章（爺爺）

1990年
- 超真實麻雀 麻雀Battle Scramble（日语：スーパーリアル麻雀）（一品和尚）
- 藤子·F·不二雄SF短篇集（日语：藤子・F・不二雄のSF短編）（官員D）
- 新年星調査行（日语：ニューイヤー星調査行）（范伯格博士）
- 魔物獵人妖子2（老人）
- 彌諾陶洛斯之盤（日语：ミノタウロスの皿）（大臣）

1991年
- 一本包丁滿太郎2 大阪素麵戰爭（日语：一本包丁満太郎）（課長）
- GALL FORCE 新世紀篇（日语：ガルフォース）（戈恩）
- 機動戰士鋼彈0083 STARDUST MEMORY（鮑伯、副官）
- 內衣教父（生倉新八[67]）
- 含羞草（校長）
- 創龍傳（1991年—1993年，成島常吉、曹國舅）
- 帝都物語（工藤參謀）
- 超人洛克（日语：超人ロック）（參謀）
- 咆哮女郎巴明欣（所長）
- 人魚之森（巡査A）
- 魍魎戦記MADARA（日语：魍魎戦記MADARA）（村長）

1992年
- 潮與虎（中村麻子的祖父）
- 亂跑大戰！基因組獎盃（日语：スクランブル・ウォーズ 突走れ!ゲノムトロフィーラリー）（GORN）
- 金銀島紀念「呼喚夕凪的男人」（男B）

1993年
- 假面騎士SD 怪奇!? 蜘蛛男（蜘蛛男（日语：蜘蛛男 (仮面ライダー)））
- 艾爾·卡拉爾的遺產（日语：アル・カラルの遺産）（傑森博士）
- 銀河之魚（大樓人類）
- 雲界迷宮ZEGUY（老人）
- 紺碧艦隊（哈爾西）
- 代紋TAKE2 第II章（日语：代紋TAKE2）（大西康雄）
- 幸運騎士 在世間的幸運冒險者們（日语：フォーチュン・クエスト）（拉達村長）
- 惑星阿頓2

1994年
- GATCHAMAN（卡古拿博士）
- Macross Plus（希金斯總司令）

1995年
- 奧美蒂III（拉里·蘭道夫）
- 聖堂教父（村田）
- 沉默的艦隊

1996年
- 爆笑吸血鬼（中年男子）
- 水晶國傳說（日语：クリスタニア#レジェンド・オブ・クリスタニア（OVA））（穆哈、比恩）

1998年
- 紺碧艦隊（基斯頓·邱吉爾、品川彌治郎〈第2代〉）

1999年
- 旭日艦隊（日语：旭日の艦隊）（基斯頓·邱吉爾）
- 櫻花大戰 轟華絢爛（斬刀與一）

2000年
- 銀河英雄傳說外傳 第三次迪亞馬特會戰（艾倫博克）
- 名偵探柯南 柯南vs.基德vs.鐵劍 寶刀爭奪大決戰!!（宮本武藏）

2002年
- 紺碧艦隊（日·航海長）

2004年
- 銀河俠盜JING in Seventh Heaven2（樹精）

2005年
- 伊里野的天空、UFO的夏天（淺羽直之的爺爺祖父）

2006年
- 多美卡王國物語（國王、爺爺）

2007年
- 交響曲傳奇 THE ANIMATION（2007年—2012年，戴克）2系列[系列 12]
- 多美卡超級大作戰！（國王、西格納爾總統）

2008年
- 潛龍諜影2 BANDE DESSINEE（日语：メタルギアソリッド バンドデシネ）（唐納·安德森）
- 多美卡超級大冒險！（國王、西格納爾總統、建設城市的教官）

2010年
- 機動戰士鋼彈UC（哈桑）

2012年
- 史上最強弟子兼一（溫高什）[注 1]
- 聖☆哥傳（老爺爺）

### 網路動畫
- 怪醫黑傑克（2001年，丑五郎）
- 裝刀凱 The Animation（日语：ソードガイ 装刀凱）（2018年，飢月[68]）
- 羅馬浴場（2022年，師父）

### 遊戲
1989年
- 天外魔境 ZIRIA（大丹努基）
- 夢幻戰士II（幻夢皇帝梅卡司）[注 2]

1990年
- 戰斧（死亡蝰蛇）

1991年
- 厄尼斯特·埃凡斯（日语：アーネスト・エバンスシリーズ）（烏爾里希）
- 伊蘇III（加蘭德）[注 3]
- Super Schwarzschild（日语：シュヴァルツシルト (ゲーム)）（羅伯特·鮑曼）

1992年
- Rise of the Dragon（日语：ライズ・オブ・ザ・ドラゴン）（達特·文森特市長）

1993年
- 惡魔城X 血之輪迴（死神）
- SEGA音速小子（日语：セガソニック・ザ・ヘッジホッグ）（蛋頭博士）[注 4]
- SEGA音速小子 Cosmo Fighter（日语：セガソニック コスモファイター）（蛋頭博士）[注 4]

1994年
- POLICENAUTS（日语：ポリスノーツ）（薩爾瓦多·托斯卡尼尼）
- 露娜 永恆之藍（葛溫）

1995年
- 哆啦A夢：友情傳說哆啦A夢族（日语：ドラえもん 友情伝説ザ・ドラえもんズ）（哆啦梅度三世）
- Private eye dol（日语：プライベート・アイ・ドル）（大瀧剛）
- 藍色芝加哥藍調（詹姆斯·赫特）
- HORNED OWL（布萊爾）
- 北斗神拳（日语：北斗の拳 (セガサターン)）（賈德）

1996年
- Saturn炸彈人（日语：サターンボンバーマン）（米加頓博士）
- 新超級機器人大戰（日语：新スーパーロボット大戦）（基迪）
- TOBAL No. 1（日语：トバルNo.1）（諾克）
- BS勇者鬥惡龍

1997年
- 惡魔城X 月下夜想曲（死神、圖書館館長、船頭、智慧之劍、告解室亡靈、旁白）
- 光明力量III 劇本1 王都的巨神（歐普萊特、馬尼皮爾、劣性）
- 超級機器人大戰F（馬修（日语：黒い三連星#マッシュ）、加拉米提·曼甘、一般兵）
- Tobal 2（日语：トバル2）（諾克）[注 5]
- 龍騎士4（桑托斯、龍博尼國王
- 熱砂之惑星（看守）
- 闇黑之門 Daughter of Kingdom（日语：バウンダリーゲート Daughter of Kingdom）（德米烏斯）
- 夢幻模擬戰IV（混沌之神卡奧斯）

1998年
- SD鋼彈 G世代（1998年—2025年，馬修、鮑伯 等）8作品[系列 13]
- 機動戰士鋼彈 基連的野望（日语：機動戦士ガンダム ギレンの野望）（唐寧、馬修）
- 光明力量III 劇本2 被狙擊的神之子（歐普萊特、馬尼皮爾）
- 光明力量III 劇本3 冰壁的邪神宮（歐普萊特、馬尼皮爾）
- OverBlood2（日语：OverBlood2）（貝爾特·柯蒂斯）
- 新世代機器人戰記BRAVE SAGA（日语：新世代ロボット戦記ブレイブサーガ）（沃爾夫剛果）
- 超級機器人大戰F完結篇（馬修、加拉米提·曼甘）
- 星海遊俠2 二次進化（加百列）
- 秀逗魔導士 Royal 2（格雷格）
- 聖龍戰記II -神去的大地-（吉甸）
- 潛龍諜影（唐納·安德森）
- 露娜2 永恆之藍（葛溫、奈勒斯）

1999年
- 超級機器人大戰完全版（馬修）
- 聖少女艦隊Virgin Fleet（日语：聖少女艦隊バージンフリート）（地下組織的老人）

2000年
- 機動戰士鋼彈 基連的野望 吉翁的系譜（日语：機動戦士ガンダム ギレンの野望#機動戦士ガンダム ギレンの野望 ジオンの系譜）（唐寧、馬修、吉翁士官B）
- 超級機器人大戰α（馬修、加拉米提·曼甘、強化士兵）

2001年
- 犬夜叉（悟心鬼）
- 召喚夜響曲2（日语：サモンナイト2）（阿格拉巴因）
- ZEONIC FRONT 機動戰士鋼彈0079（馬修、烏拉干）
- 超級機器人大戰α for Dreamcast（馬修、加拉米提·曼甘）
- 超級機器人大戰α外傳（米夏兵）
- 最終幻想X（吉斯卡爾·瓜德）
- 松本零士999 ～Story of Galaxy Express 999～（日语：松本零士999 〜Story of Galaxy Express 999〜）（花子的父親）
- 潛龍諜影2 自由之子（艾姆斯）

2002年
- 機動戰士鋼彈 基連的野望 吉翁獨立戰爭記（日语：機動戦士ガンダム ギレンの野望 ジオン独立戦争記）（唐寧、馬修、吉翁士官B）
- 機動戰士鋼彈戰記 Lost War Chronicles（鮑伯）
- 金肉人II世 新世代超人VS傳說超人（日语：キン肉マン ジェネレーションズ#キン肉マンII世 新世代超人VS伝説超人）（陽光（日语：サンシャイン (キン肉マン)）、終極人）

2003年
- 惡魔城 無罪的嘆息（死神）
- 機動戰士鋼彈 宇宙相逢（日语：機動戦士ガンダム めぐりあい宇宙）（馬修）
- 交響曲傳奇（戴克）
- 七龍珠Z（日语：ドラゴンボールZ (ゲーム)）（波倫加）

2004年
- 空戰雄鷹 藍翼騎士（日语：エアフォースデルタ#エアフォースデルタ ブルーウィングナイツ）（傑米·瓊斯）
- 金肉人 世代（日语：キン肉マン ジェネレーションズ）（新陽光、陽光（日语：サンシャイン (キン肉マン)）、卡哈梅王子（日语：プリンス・カメハメ）、初代超級金肉人（日语：キン肉マングレート）、委員長（日语：ハラボテ・マッスル））
- 可樂米物語（岩夫）
- 櫻坂消防隊（河崎琢磨）
- 超級機器人大戰GC（日语：スーパーロボット大戦GC）（馬修、基迪、行會羅姆將軍、吉翁兵）
- 異域傳說二部曲［善惡的彼岸］（賣家）
- 雙戀（劍持）
- 真名法典（日语：マグナカルタ (ゲーム)）（賽頓）

2005年
- 惡魔城 闇之咒印（死神）
- 真·三國無雙4（2005年—2006年，左慈）2作品[系列 14]
- 新世紀勇者大戰（日语：新世紀勇者大戦）
- 第3次超級機器人大戰α 終焉之銀河（行會羅姆將軍）
- 天外魔境III NAMIDA（熊本城城主）

2006年
- 金肉人 肌肉大獎賽（日语：キン肉マン マッスルグランプリ#キン肉マン マッスルグランプリ）（陽光）
- 金肉人 肌肉大獎賽MAX（日语：キン肉マン マッスルグランプリ#キン肉マン マッスルグランプリ）（陽光、委員長、金肉族祖先）
- 金肉人 肌肉世代（日语：キン肉マン ジェネレーションズ）（陽光、新陽光、卡哈梅王子、初代超級金肉人、委員長）
- JoJo的奇妙冒險 幻影血脈（日语：ジョジョの奇妙な冒険 ファントムブラッド (アクションゲーム)）
- 新 鬼武者 DAWN OF DREAMS（路易士·佛洛伊斯）
- 超級機器人大戰XO（馬修、基迪、行會羅姆將軍、吉翁兵）
- 聖劍傳說4（日语：聖剣伝説4）（特倫特）
- 異域傳說三部曲［查拉圖斯特拉如是說］（日语：ゼノサーガ エピソードII［善悪の彼岸］）（賣家）
- 命運傳奇（賽依喀魯特國王）[注 6]
- 潛龍諜影 掌上行動（CIA長官）

2007年
- 惡魔城X年代記（死神）
- 鋼彈無雙（馬修、一般兵·老手）
- 金肉人 肌肉大獎賽2（日语：キン肉マン マッスルグランプリ#キン肉マン マッスルグランプリ2）（蝴蝶金肉人（日语：キン肉マンマリポーサ）、陽光）
- 超級機器人大戰OG ORIGINAL GENERATIONS（稻鄉利秋）
- 超級機器人大戰OG外傳（稻鄉利秋）
- 超級機器人大戰Scramble Commander the 2nd（日语：スーパーロボット大戦Scramble Commander the 2nd）（加拉米提·曼甘）
- 仙境故事 -Library of Fortune-（日语：まほろばStories）（埃加利）

2008年
- 鋼彈無雙2（馬修）
- 金肉人 肌肉大獎賽2 特盛（日语：キン肉マン マッスルグランプリ#キン肉マン マッスルグランプリ2）（蝴蝶金肉人、陽光）
- 超級機械人大戰A 攜帶版（馬修）
- 天空之夢（阿加錫安）
- 交響曲傳奇 -拉塔特斯克的騎士-（戴克）
- 人中之龍 登場！

2009年
- Steal！（格雷戈里·霍克）
- 超級機器人大戰NEO（日语：スーパーロボット大戦NEO）（電氣王、暗黑魔王固克）
- 絕體絕命都市3 -步向毀壞的城市與少女之歌-（日语：絶体絶命都市3 -壊れゆく街と彼女の歌-）（森田信輝）
- 天空之夢 攜帶版（阿加錫安）
- 世界傳奇 閃耀神話2（日语：テイルズ オブ ザ ワールド レディアント マイソロジー2）（蕭·科隆）
- 鬥真傳（日语：闘真伝）（翔紀）
- 七龍珠 天下第一大冒險（日语：ドラゴンボール 天下一大冒険）（布萊克參謀）

2010年
- 永恆的盡頭（安德利翁）
- 鋼彈無雙3（馬修）
- 蠟筆小新：呆呆忍者傳前進吧！春日部忍者隊！（日语：クレヨンしんちゃん おバカ大忍伝 すすめ!カスカベ忍者隊!）
- 光明之心（漢克）
- 七龍珠DS2 突擊！紅緞帶軍（日语：ドラゴンボールDS）（布萊克參謀）
- 七龍珠英雄（2010年—2018年，貝吉塔王、德雷、拉卡塞伊、塔德、龜仙人／陳龍、暗黑假面王）5作品[系列 15]
- 七龍珠英雄（2010年—2024年，龜仙人／陳龍、貝吉塔王／暗黑假面王、塔德、拉卡塞伊、德雷）7作品[系列 16]
- 七龍珠 迅猛炸裂2（日语：ドラゴンボール レイジングブラスト）（德雷）

2011年
- 機動戰士鋼彈 新基連的野望（日语：機動戦士ガンダム 新ギレンの野望）（唐寧、馬修、烏拉干）
- 殺戮地帶3（約翰·斯塔爾）
- 第2次超級機器人大戰Z 破界篇／再世篇（飯塚）
- 羅特列克博士和忘卻的騎士團（日语：ドクターロートレックと忘却の騎士団）（格雷瓜爾·哥特）
- 無雙OROCHI 2（2011年—2013年，左慈）4作品[系列 17]

2012年
- 機動戰士鋼彈 木馬的軌跡（馬修）
- 機動戰士鋼彈 Online（鮑伯）
- 黑豹2 人中之龍 阿修羅篇（椎名徹）
- 第2次超級機器人大戰OG（稻鄉利秋）
- 忍者外傳3（源次郎、海因萊因長官）
- FAIRY TAIL魔導少年 瑟雷夫覺醒（日语：FAIRY TAIL ゼレフ覚醒）（假面魔導士）
- 怪物烈傳 Oreca Battle（日语：モンスター烈伝 オレカバトル）（魔王薩卡拉／邪神薩卡拉／大魔王薩卡拉）

2013年
- Chaos Heroes Online（2013年—2014年，馬克斯[69]、霍恩達爾[70]）
- JoJo的奇妙冒險 群星之戰（威爾森·菲利浦斯[71]）
- 真·三國無雙7（2013年—2014年，左慈[72][73]）3作品[系列 18]
- 真·鋼彈無雙（馬修）
- 超級機器人大戰Operation Extend（馬修）
- 聖鬥士星矢 英勇鬥士（日语：聖闘士星矢 ブレイブ・ソルジャーズ）（克利修納）
- 交響曲傳奇 同音包（日语：テイルズ オブ シンフォニア ユニゾナントパック）（戴克）

2014年
- 殺戮地帶 暗影墮落（日语：KILLZONE SHADOW FALL）（斯塔爾）
- 魁!! 男塾 ～日本啊，這才是男子漢！～（獨眼鐵[74]）

2015年
- 聖鬥士星矢 鬥士之魂（克利修納）
- 數碼寶貝物語 網路偵探（巴爾巴獸）
- 七龍珠Z 超究極武鬥傳（日语：ドラゴンボールZ 超究極武闘伝）（龜仙人／陳龍）

2016年
- 超級機器人大戰OG THE MOON DWELLERS（稻鄉利秋）
- 七龍珠融合（日语：ドラゴンボールフュージョンズ）（龜仙人）
- 七龍珠 異戰2（大長老）

2017年
- 超級機器人大戰V（沃爾夫剛果）
- 旋光輪舞2（亞歷山德羅·吉拉迪諾[75]）

2018年
- 真·三國無雙8（左慈[76]）
- 超級機器人大戰X（沃爾夫剛果）

2019年
- 超級機器人大戰T（沃爾夫剛果、尼洛）
- 寶可夢大師（源治[77]）
- BLADE XLORD 眾劍之王（六號[78]）
- 新櫻花大戰（望月八丹齋[79]）

2020年
- 七龍珠Z 卡卡洛特（龜仙人）
- 七龍珠 FighterZ（日语：ドラゴンボール ファイターズ）（龜仙人）[注 7]
- Tales of Crestoria（日语：テイルズ オブ クレストリア）（寧法）

2021年
- 星海遊俠 回憶（日语：スターオーシャン:アナムネシス）（加百列）
- 第一神拳 FIGHTING SOULS（鴨川源二[80]）
- 超級機器人大戰30（尼洛）

2022年
- 機動戰士鋼彈 兵工廠基地（日语：機動戦士ガンダム アーセナルベース）（鮑伯）

2023年
- 超級機器人大戰DD（基迪）

2024年
- 七龍珠 Sparking！ZERO（日语：ドラゴンボール Sparking! ZERO）（龜仙人）

### 廣播劇CD
- 惡魔君 變化多樣世界 看不見的學校 惡魔教室（克爾柏洛斯）
- 來自遠方（戈里亞）
- 餓狼傳說 ～宿命之戰～ CD原聲廣播劇專輯 No.1 復仇之狼（理查德·梅耶（日语：リチャード・マイヤ））
- 吸血鬼獵人系列（埃克貝爾特）
  - 吸血鬼獵人 D-北海魔行I -前往北海-
  - 吸血鬼獵人 D-北海魔行II -夏天快來了-
  - 吸血鬼獵人 D-北海魔行III -如果冬天到來-
- 角色廣播劇CD 「女神異聞錄3」 vol.1（無達）
- （溝呂木薰）
- 銀之降雪 寶池的四季（小川老師）
- 鐘樓驚魂2（斯特恩·戈茨）
- ZX GIGAMIX（日语：ROCKMAN ZX SOUNDSKETCH -ZX GIGAMIX-#サウンドトラック）
- 灼熱的龍騎兵（日语：灼熱の竜騎兵）（朱波洛夫）
- CD劇場 勇者鬥惡龍（日语：CDシアター ドラゴンクエスト）系列
  - CD劇場 勇者鬥惡龍III（巴拉摩斯）
  - CD劇場 勇者鬥惡龍IV（湯姆爺爺）
  - CD劇場 勇者鬥惡龍V（梅琳）
- CD廣播劇精選集 三國志（日语：CDドラマコレクションズ 三國志）（夏侯惇元讓）
- 夏洛克·福爾摩斯 藍柘榴石探案（風門）
- 集英社卡式錄音帶漫畫系列 魁!! 男塾 天挑五輪大武會篇（龍寶）[注 8]
- 快打旋風ZERO 外傳 ～春麗的旅程之章～（貝卡、監視人員2）
- 星海遊俠2 二次進化（加百列）
- 中年進化論 PLUS（老人）
- 兵蜂PARADISE（伯恩斯會長、船長）
- 永恆傳奇（賽伊恩）
- 命運傳奇 地上篇（烏爾）
- 博士飼養了一隻狗（山崎刑警）
- 魔法提琴手 廣播劇CD Vol.1（奧波）
- BASTARD!! -暗黑的破壞神- 外傳 四天王邂逅篇 卷之一（領主）
- 在這片無盡的藍天之下…。（日语：果てしなく青い、この空の下で…。）（堂島薰）
- 仰望半月的夜空「金色的回憶」（小林喜多二）[注 9]
- 火焰之紋章 啟程之章（日语：ファイアーエムブレム 旅立ちの章）（班森）
- 變幻退魔夜行 迦樓羅漫舞！奈良怨靈繪卷（日语：カルラ舞う!）（教授）
- WILL（巡査）
- 魔神英雄傳2 回憶CD「星界山外景物語」（導演）
- 魔神英雄傳3 虎王物語 虎王傳說 CD電影院4 魔界夢幻篇（日语：魔神英雄伝ワタル (ラジオ)#CDシネマ 魔神英雄伝ワタル3虎王物語 虎王伝説）（魔靈師·雀羅）
- 魔神英雄傳3 我的虎王 第三章「命運之日」（男、教師）
- 魔神英雄傳4 CD電影院1—5（日语：魔神英雄伝ワタル (ラジオ)#CDシネマ 魔神英雄伝ワタル4）（旁白、廣播、黑井原之助）
- 科學情人（父親）
- 勇者特急隊 帶來暴風雨的蜜月（沃爾夫剛果）

### 廣播劇
- NHK-FM 環繞廣播劇「邊緣」（1988年）
- 青山二丁目劇場（日语：青山二丁目劇場）
  - 三國想話（2009年）—呂熊
  - 來吧！當它是正確的時間（2009年）—鶴吉
  - 侵略家族（2012年）—總司令
  - 她有一個秘密（2012年）—法月清正
  - 南瓜屋（2014年）—叔叔
  - 繼承人兒子的現況（2015年）—社長
  - 幽幽靈的工作（2015年）—孝介
  - 五郎的家（2015年）—古川
  - 飢餓的客人（2015年）—亭主
- 聖·魔·少·女（日语：お・り・が・み）電台 ～邪惡組織電台（蘭迪爾樞機）
- All Night-NIPPON 宇宙戰艦大和號 完結篇（地球防衛軍上級參謀、路卡爾的參謀）
- 鐘樓驚魂2（斯特恩·戈茨）
- 花之慶次（大長老）
- 魔神英雄傳4（日语：魔神英雄伝ワタル (ラジオ)#魔神英雄伝ワタル4）（旁白）
- 八墓村（日语：八つ墓村） 角川戲劇復興（磯川警部）

### 外語配音

#### 演員
史蒂芬・麥克哈蒂
- 傑西警探犯罪檔案：樂園謀殺事件（英语：Jesse Stone: Death in Paradise）（希利警長）
- 傑西警探犯罪檔案：小鎮疑雲（英语：Jesse Stone: Night Passage）（希利警長）
- 傑西警探犯罪檔案：小鎮風波（英语：Jesse Stone: Sea Change）（希利警長）
- 鐵血證據（英语：Jesse Stone: Stone Cold）（希利警長）

#### 電影
- 48小時（范贊德）※日本電視台舊錄製版。
- 恐龍城歷險（英语：Adventures in Dinosaur City）（林克）
- 秋天的童話（東尼）
- 飛越北極星（英语：Back in the USSR (film)）（迪米特里〈安德烈·狄沃夫〉）※VHS版。
- 妖魔大鬧唐人街（片耳）
- 黑豹（河邊部落長老〈伊薩赫·德·班克爾〉[81]）
  - 黑豹2：瓦干達萬歲[82]
- 同根生（唐輝〈陳惠敏〉）
- 空中監獄（厄爾·“沼澤怪物”·威廉士〈M·C·蓋尼（英语：M. C. Gainey）〉、戴爾）※影碟版。
- 鐵十字勳章續集（韋伯斯特準將〈洛·史泰格〉[83]）
- 與狼共舞（風中散髮〈羅德尼·A·格蘭特（英语：Rodney A. Grant）〉）※日本電視台版。
- 從海底出擊 ※富士電視台版。
- 猛龍怪客2（切刀〈勞倫斯·費許朋〉）※日本電視台版。
- 李小龍傳（喬·亨德森〈埃里克·布魯史考特爾（英语：Eric Bruskotter）〉、青蜂俠）※影碟版。
- 獄中龍（老闆）
- 佛羅倫斯與烏菲茲美術館（烏菲茲美術館館長）
- 威鯨闖天關3（英语：Free Willy 3: The Rescue）（克朗〈伊恩·崔西（英语：Ian Tracey）〉）
- 亂世忠魂（梅倫·斯塔克中士〈喬治·李維〉）※朝日電視台版。
- 綠卡（安東〈雷諾·賈特曼（英语：Ronald Guttman）〉）
- 機飛總動員（英语：Hot Shots!）（雷德）※影碟版。
- 致命武器2（湯姆·惠勒〈朱尼·史密斯〉）※朝日電視台版。
- 傀儡兇手（英语：Magic (1978 film)）（計程車司機）
- 中華戰士（栂的部下〈黃正利〉）
- 魔鬼悍將（英语：Men of War (film)）
- 地獄來的房客（英语：Pacific Heights (film)）（盧貝克〈卡爾·魯伯利（英语：Carl Lumbly）〉）※VHS版。
- 災難水世界2（英语：Piranha II: The Spawning）（亞倫）※朝日電視台版。
- 悍將重生（英语：Pistol Whipped）（布魯〈保羅·卡爾德龍（英语：Paul Calderón）〉）
- 奪命凶靈（英语：Scanners）
- 黑貓殺人案（英语：Sette scialli di seta gialla）（美容師、刑警、警官）
- 昆蟲扮演的莎士比亞「羅密歐與茱麗葉」（勞倫斯神父）
- 餘興節目（英语：Sideshow (2000 film)）（阿博特·格雷夫斯〈菲爾·方德卡羅（英语：Phil Fondacaro）}〉）
- 辛巴達穿破猛虎眼（英语：Sinbad and the Eye of the Tiger）（馬魯夫〈薩拉米·科克〉）※朝日電視台版。
- 雪山尋蹤（馬丁）
- 星艦迷航記VI：邁入未來（卡拉準將、韋斯特上校）※VHS版。
- 星際大戰五部曲：帝國大反擊（澤夫·塞內斯卡〈克里斯托夫·麥爾科姆〉、肖恩·瓦爾迪茲〈喬·約翰斯頓〉）※朝日電視台版。
- 碧玉驚魂夜（英语：Still of the Night (film)）（哈里斯）
- 獵人A計畫（英语：Surviving the Game）（警衛〈鮑伯·米諾（英语：Robert Lee Minor）〉）
- 田納西的夜晚（英语：Tennessee Waltz (film)）
- 外星人入侵（英语：The Arrival） ※朝日電視台版。
- 勵志大聯盟（英语：The Comebacks）（杜魯門〈尼克·西塞〉）
- 賽馬小天王（英语：The Derby Stallion）（休士頓·瓊斯〈比爾·科布斯（英语：Bill Cobbs）〉）
- 碧血長天（馬修·伊蘭艦長〈寇克·道格拉斯〉）※富士電視台版（追加收錄部分）。
- 異形附身
- 人性污點（克拉倫斯·西爾克〈亨利·藍尼克斯〉）
- 007：黎明生機（卡姆蘭·沙阿〈亞特·馬利克（英语：Art Malik）〉）※ANA機內上映版。
- 萊西的魔法（英语：The Magic of Lassie）（艾倫·福加蒂）
- 海神號 ※朝日電視台版。
- X檔案：征服未來（馬文·佛洛希基〈湯姆·布萊伍德（英语：Tom Braidwood）〉）※朝日電視台版。
- 龍兄鼠弟
- 燈塔驚魂記（英语：Watchtower (2001 film)）（傑克〈拉爾夫·艾德曼〉）

#### 電視影集
- 白羅神探 ※NHK版。
  - 「礦藏之謎（英语：Poirot Investigates）」（刑警、無線電的聲音）
  - 「西方之星」（飯店人員）
- 飛狼 (第2季)（戰鬥機駕駛員、劫機者、米奇）
- 艾莉的異想世界
- 防盗者（英语：Bugs (TV series)）（華萊士）
- 警花拍檔（英语：Cagney & Lacey）（馬庫斯·皮特里刑警〈卡爾·魯伯利（英语：Carl Lumbly）〉）
- 飛龍特攻隊（西弗上校）
- 恐龍家族（約翰·托馬斯三世）
- 希爾街藍調（英语：Hill Street Blues）
  - 第2季（格森、情人節）
  - 第6季（朴〈吳順泰（英语：Soon-tek Oh）〉、路易斯·拉斯〈史坦·蕭（英语：Stan Shaw）〉）
- 執法悍將（霍布斯〈韋恩·杜瓦爾（英语：Wayne Duvall）〉）
- 通往埃文利之路（英语：Road to Avonlea）（服務生）
- 銀河前哨（高隆總裁〈羅伯特·奧雷利（英语：Robert O'Reilly）〉）
- 銀河飛龍（高隆、博拉塔斯〈邁克爾·查恩（英语：Michael Champion）〉、奧蘭）
- 天龍特攻隊（克蘭上尉〈卡爾·富蘭克林（英语：Carl Franklin）〉）
  - 第1季（德薩皮奧、米爾特、卡車司機）
  - 第2季（德克森〈肯·佛伊（英语：Ken Foree）〉）
- 霹靂超人
- 愛之船（霍華德·威爾遜〈哈維·傑森（英语：Harvey Jason）〉）
- 說書人（英语：The Storyteller (TV series)）（米勒）
- 不可觸碰（蛇〈朗·帕爾曼〉）
- 白宮風雲 (第2季)
- X檔案（馬文·佛洛希基〈湯姆·布萊伍德（英语：Tom Braidwood）〉）※朝日電視台版。
- 原野飆龍（英语：The Young Riders）（湯瑪斯〈伯尼·斯塔克斯〉）
- 麗人保鏢（英语：V.I.P. (American TV series)）（傑克森·拉薩爾〈狄恩·諾里斯〉）

#### 動畫
- 蝙蝠俠：動畫系列
- 金字塔名作動畫系列：兔巴哥 ※大陸書房版。
- 螺旋地帶（英语：Spiral Zone）（超載）
- 新蝙蝠俠（格蘭奇市長）
- 救難小英雄（死眼）※VHS版。
- 沃特希普高地（英语：Watership Down (film)）（男1）

#### 人偶劇
- 布偶奇遇記（英语：Fraggle Rock）
- 湯瑪士小火車（杜克）※富士電視台版。

### 特攝影集
- 電光超人古立特（1994年，魔王卡恩德吉法的聲音）
- 超人力霸王系列
  - 超人力霸王迪卡（1996年，炎魔戰士基里艾洛德的聲音、複合怪獸立加德隆的聲音、誘拐宇宙人勒比剋星人〈頭目〉的聲音、極惡獵人宇宙人木珍星人的聲音、炎魔戰士基里艾洛德II的聲音、異形進化怪獸梅塔莫爾加的聲音）
  - 超人力霸王帝納（1997年，喪屍怪人西爾瓦克星人的聲音、大魔獸比什梅爾的聲音）
  - 超人七號 永遠的地球（1998年，分身宇宙人卡茲星人（日语：ガッツ星人）的聲音）
  - 超人七號 黑暗之面（2002年，流浪宇宙人貝加薩星人（日语：ペガッサ星人）的聲音）
  - 播放電影系列DX超人座室專用DVD「超人力霸王梅比斯外傳 超銀河大戰」（2007年，暗黑四天王先代邪將·高次元捕食王亞剋波高的聲音）
  - 超級銀河大怪獸格鬥 NEVER ENDING ODYSSEY（日语：ウルトラギャラクシー大怪獣バトル NEVER ENDING ODYSSEY）（2009年，究極生命體雷布拉德星人的聲音）
  - 超人力霸王傑洛 激突！黑暗迪庫塔齒輪（日语：ウルトラマンゼロの作品一覧#ウルトラマンゼロ 激突!テクターギアブラック!!）（2010年，岩力破壞參謀吉奧爾剛的聲音）
- 超重甲戰隊（1996年，土龍獸莫蓋拉德的聲音）
- 假面騎士鄂鬥（2001年，水螅尊者／水螅屬·起火的聲音、蜥蜴尊者／蜥蜴·右類的聲音、蜥蜴尊者／蜥蜴·左類的聲音）
- 超級戰隊系列
  - 未來戰隊時間連者（2000年，保鑣海德利德的聲音）
  - 爆龍戰隊暴連者（2003年，德志魔宙斯的聲音）
  - 特搜戰隊刑事連者（2004年，泰拉星人達汀的聲音）
  - 轟轟戰隊冒險者（2006年，式神的聲音）
  - 獸拳戰隊激氣連者（2007年，牛也的聲音）
  - 炎神戰隊轟音者（2008年，炸藥蠻機的聲音）
  - 手裏劍戰隊忍忍者（2015年，妖怪天狗的聲音）
  - 爆上戰隊BoonBoomger（2024年，新娘服苦魔的聲音）

### CD
- 金肉人 超人大全集
  - （陽光（日语：サンシャイン (キン肉マン)））
  - （水牛人（日语：バッファローマン））
  - （卡哈梅王子）
- 鬼太郎 主題曲合集

### 旁白
- NHK特集（NHK綜合）
  - 「亞洲巨大遺跡」（2015年）
  - 「未經決定就投下原子彈 ～美國總統 71年後的真相～」（2016年，萊斯利·格羅夫斯准將）
  - 世紀影像
    - 第6集「在獨立的旗幟下」（喬治五世、約翰·福斯特·杜勒斯）
    - 第10集「無盡的民族悲劇」（大衛·本-古里昂、施亞努回憶錄）
    - 第11集「JAPAN」（道格拉斯·麥克阿瑟）
- 英雄們的選擇（日语：英雄たちの選択）「幕末秘錄·琉球黑船事件 調所廣鄉 冒著生命危險的秘密計劃」（2018年，NHK BS Premium）—調所廣鄉的聲音
- 搞笑導演 ～O-Creator's TV show～（日语：オモクリ監督 〜O-Creator's TV show〜）（富士電視台）
- （東京電視台）
- THE 世界遺產（日语：世界遺産 (テレビ番組)）（TBS）
- （TBS）
- 日立 發現世界不可思議的地方！（日语：日立 世界・ふしぎ発見!）（TBS）
- 直到世界的盡頭 ItteQ！（日本電視台）
- BS世界的紀錄片（日语：BS世界のドキュメンタリー）（NHK BS1）
- （NHK BS2）
- 老師沒教的事（日语：ためしてガッテン）（NHK綜合）
- （東京電視台）
- 藝人們與孩子11（2017年，富士電視台）
- 只有日本人知道！世界神秘冒險（TBS）
- 漫道小林（日语：漫道コバヤシ） 無線特別版（富士電視台）
- 博多華丸的日本酒港之旅（日语：博多華丸のもらい酒みなと旅）（東京電視台）
- 美的巨人們（東京電視台）

### 解說
- 北野武的TV擒抱（朝日電視台）
- 週四怪談（日语：木曜の怪談） 第6回（1995年，富士電視台）
- 小市民狂想曲（日语：小市民ケーン）（1999年，富士電視台）
- Love it！（日语：ラヴィット!）（2021年—，TBS）—負責週五（不定期）

### 電視劇
- 聖龍傳說（日语：聖龍伝説）（1996年，日本電視台）—幻龍四天王安珍的聲音
- 週六豪華劇場 透明人間（1996年，日本電視台）
- USO!? JAPAN（日语：USO!?ジャパン） 深夜廣播（2001年—2003年，TBS）—廣播的聲音
- 週五時代劇（日语：特選!時代劇） 茂七事件簿 詭怪傳說（日语：茂七の事件簿 ふしぎ草紙） 最終話「堪忍箱」（2002年，NHK綜合）
- 怪奇大家族（日语：怪奇大家族） 第10怪「恐怖！清四詛咒的倒數計時」（2004年，東京電視台）
- 大使閣下的料理人（2015年1月3日，富士電視台）—聲音演出

### 舞台
- 青山二丁目劇場Voice Fair2007 朗讀劇

### 綜藝節目
- （浪漫灰浩）
- 大膽MAP 30個動畫角色的臉讓你一次看個夠！春季新作特集（日语：大胆MAP）（作為水牛人（日语：バッファローマン）的角色介紹）
- DOWN TOWN之不能給小孩的工作！（日语：ダウンタウンのガキの使いやあらへんで!）（旁白、菅賢治（日语：菅賢治）的聲音、工作人員的聲音）

### 廣告
- 家庭教師TRY（日语：家庭教師のトライ）「教教我吧！TRY老師（日语：教えて!トライさん）」[84][85]
- 鮫！鮫！鮫！（日语：鮫!鮫!鮫!）
- 新世紀福音戰士（廣告旁白，1996年）
- SPRIGGAN Mark2（日语：スプリガン mark2）（廣告旁白，1992年）
- 馬力歐超級繪圖方塊（日语：マリオのスーパーピクロス）
- 怪物彈珠（聖塔的聲音）
- 亀田製（廣告旁白，出演：齋藤晴彥（日语：斎藤晴彦），1985年）
- 麒麟飲料（日语：キリンビバレッジ） 胺基補充（日语：アミノサプリ）、「麒麟戰隊胺基者（日语：麒麟戦隊アミノンジャー）」（廣告旁白，2003年2、3月）
- 理想科學工業株式會社 Print Gocco（日语：プリントゴッコ） jet V-10（廣告旁白，出演：及川光博，2004年）
- 東京Mode學園（日语：東京モード学園）
- 三井企劃 柏青哥先生（廣告旁白，1996年—）
- MIDORI安全（日语：ミドリ安全）（烏龜的聲音）
- 日清 美味杯麵（廣告旁白，2017年）
- AIG損害保險（日语：AIG損害保険）（廣告旁白，2017年）

### 柏青哥、角子機
- 角子機金肉人（日语：パチスロキン肉マン）（水牛人（日语：バッファローマン）、陽光（日语：サンシャイン (キン肉マン)））
- 角子機金肉人 ～肉星王位爭奪篇～（水牛人、長毛象人、瑪利金肉、虎鉗）
- 角子機金肉人 ～夢之超人雙人組篇～（水牛人、陽光）
- Smart Slot 金肉人 ～7人的惡魔超人篇～（水牛人、陽光）

### 其它
- 機動戰士鋼彈0079 卡片建立者（日语：機動戦士ガンダム0079カードビルダー）（馬修、鮑伯）
- CR柏青哥假面騎士 修卡全滅大作戰（日语：CRぱちんこ仮面ライダー ショッカー全滅大作戦）（地獄大使、響尾蛇怪人）
- 角川版動畫世界名作劇場「蜜蜂瑪雅歷險記（日语：みつばちマーヤの冒険）」

## 腳註

## 外部連結
- 佐藤正治｜青二Production （日語）
- 佐藤正治 （页面存档备份，存于） （日語）—Talent Date Bank
- 佐藤正治 （页面存档备份，存于） （日語）—日本藝人名鑑（日语：日本タレント名鑑）
- 佐藤正治 （页面存档备份，存于） （日語）—MOVIE WALKER PRESS（日语：MOVIE WALKER PRESS）
- 佐藤正治 （页面存档备份，存于） （日語）—allcinema（日语：allcinema）
- Masaharu Sato - TMDb